# Эфендиев, Ямил Микаилович
Эфендиев Ямил Микаилович (род. 5 июля 1977 года, Ихрек, Дагестан, Россия) — боец смешанного стиля, двукратный чемпион мира по боям без правил и панкратиону. Рутулец — по национальности.

## Биография
Ямил Эфендиев родился в селе Ихрек, Рутульского района, Россия. Спортом начал заниматься после армии (Свердловск). В настоящее время живёт и тренируется в городе Омске, в клубе «Сатурн» у заслуженного тренера России Владимира Збровского.
В 2009 году участвовал в составе «звездной» команды в XX Сибирском международном марафоне.
- 1983—1994 Ихрекская школа, Рутульский район.
- 1999—2004 СибГАФК.
- 1999—2004 Сибирская Академия Государственных Служб.

### Титулы и достижения
- 2004 — Абсолютный чемпион мира по боям без правил.
- 2005 — Победитель Кубка мира по панкратиону в Бразилии.
- 2006 — Победитель чемпионата мира по панкратиону в Северной Корее.
- 2009 — Участник XX Сибирского международного марафона в составе «звездной» команды.
- 2006 — Почетная грамота от имени Министерства по физической культуре и спорта Дагестана.

## Статистика (непрофессиональная) в смешанных единоборствах
| Бой | Результат | Соперник | Способ | Турнир (место проведения) | Дата проведения | Раунд | Время |
| --- | --------- | -------- | ------ | ------------------------- | --------------- | ----- | ----- |
| 1   | Победа    |          |        | Сидней, Австралия         | 2004            |       |       |
| 2   | Победа    |          |        | Сан-Пауло, Бразилия       | 2005            |       |       |
| 3   | Победа    |          |        | Пхеньян,Северная Корея    | 2006            |       |       |

## Статистика (профессиональная) в смешанных единоборствах
| Результат | Рекорд | Соперник       | Способ                          | Турнир                                     | Дата            | Раунд | Время | Место             | Примечание |
| --------- | ------ | -------------- | ------------------------------- | ------------------------------------------ | --------------- | ----- | ----- | ----------------- | ---------- |
| Поражение | 0-2    | Хусейн Мерзоев | Техническим нокаутом (удары)    | SFC 6 - Shlemenko Fighting Championship 6  | 3 февраля 2023  | 1     | 2:00  | Омск, Россия      |            |
| Поражение | 0-1    | Ардак Назаров  | Сабмишном (удушение гильотиной) | IAFC Eurasian Pankration Championship 2001 | 23 декабря 2001 | 1     | 2:32  | Астана, Казахстан |            |